# Четврта интернационала
Четврта Интернационала је била међународна организација која се састојала од троцкиста, следбеника Лава Троцког, а чији је циљ био да помогне светској радничкој класи да успостави социјалистички поредак. Четврта Интернационала је у историјском смислу основана у Француској 1938. године: Троцки и његове присталице, након што су протерани из Совјетског Савеза, сматрали су тадашњу Трећу Интернационалу, односно Коминтерну, "изгубљеном" због премоћи стаљиниста у њеним редовима, односно "неспособном да радничку класу доведе на власт". Због тога су троцкисти основали властиту, супарничку Интернационалу, назвавши је "Четвртом".
Данас не постоји једна, односно чврсто организована Четврта интернационала. Већим делом свог постојања, Четврта интернационала је била прогоњена од стране агената совјетске тајне полиције, односно извргнута репресији у капиталистичким земљама попут Француске и САД, те жестоко оспоравана од стране следбеника тадашњег совјетског социјализма, а касније и маоизма као представник револуционарне левице - а што је став који комунисти те оријентације имају и дан-данас. У таквим околностима, које су у доба Другог светског рата укључивале илегалу и истовремени презир од снага које је требало да буду њен природни савезник, Четврта интернационала је имала доста потешкоћа приликом одржавања контаката међу својим припадницима и остварења своје мисије; када би се револуционарни устанци радника некада и догодили, њих су у правилу организовале про-совјетске, маоистичке, социјалдемократске, анархистичке или војно националистичке групе, што је довело до додатне маргинализације Четврте интернационале и троцкиста. Чак и након што су се Совјети неформално, а касније и формално одрекли стаљинизма и почели проводити дестаљинизацију, троцкизам је и даље сматран политички дискредитованим те није дошло до јачања троцкиста, а поготово у круговима који су већ били прихватили друге облике комунизма. У идеолошком смислу маоисти, левичари и анархисти сматрају троцкизам, а тиме и Четврту интернационалу, идеолошки банкротованом и немоћном. Упркос томе, у многим деловима Латинске Америке и Европе и даље постоје релативно велике троцкистичке групе, са старијим и млађим члановима, које је привукао Троцкијев анти-стаљинизам као и реторика радничког интернационализма. Неке од тих група се одређују као припадници "Четврте интернационале", било кроз формалну организацију, било кроз властите политичке платформе, или обоје.
Слабости Четврте Интернационале је доста придодао и распад који се догодио у организацији 1940. године, затим још већи распад 1953. године. Делимично поново уједињење је било 1963. године, али оно никада није имало опсег који би Четврту интернационалу преворио у истински глобалну, односно јединствену организацију. Уместо тога троцкисти широм света су организовали у широкој палети троцкистичких Интернационала, међусобно завађених по питању која од њих представља "праву" четврту Интернационалу, односно с њом има континуитет.

## Интернационале
- Прва Интернационала
- Друга Интернационала
- Трећа Интернационала
- Пета Интернационала